# Fornicia seyrigi
Fornicia seyrigi är en stekelart som beskrevs av Granger 1949. Fornicia seyrigi ingår i släktet Fornicia och familjen bracksteklar. Inga underarter finns listade i Catalogue of Life.